# Cờ thể thao tại Đại hội Thể thao Trong nhà châu Á 2007
Cờ thể thao là một trong những môn thi đấu chính thức tại Đại hội Thể thao Trong nhà châu Á 2007 được tổ chức tại Ma Cao, Trung Quốc từ ngày 26 tháng 10 đến 3 tháng 11 năm 2007.

## Danh sách huy chương

### Cờ vua

#### Cờ chớp
| Event           | Vàng                                                                                               | Bạc | Đồng |
| --------------- | -------------------------------------------------------------------------------------------------- | --- | --- |
| Cá nhân nam     | Krishnan Sasikiran                                                                                 | Murtas Kazhgaleyev | Elshan Moradi |
| Cá nhân nam     | Krishnan Sasikiran                                                                                 | Murtas Kazhgaleyev | Bốc Tường Chí |
| Cá nhân nữ      | Humpy Koneru                                                                                       | Chư Thần | Irine Kharisma Sukandar |
| Cá nhân nữ      | Humpy Koneru                                                                                       | Chư Thần | Phạm Bích Ngọc |
| Đồng đội nam nữ | Trung Quốc · Nghê Hoa · Vương Hạo · Trương Bằng Tường · Triệu Tuyết · Hầu Dực Phàm · Nguyễn Lộ Phỉ | Ấn Độ · Krishnan Sasikiran · Surya Shekhar Ganguly · Arunprasad Subramanian · Humpy Koneru · Tania Sachdev · Dronavalli Harika | Kazakhstan · Murtas Kazhgaleyev · Anuar Ismagambetov · Evgeny Vladimirov · Gulmira Dauletova · Aigerim Rysbayeva · Mariya Sergeyeva |

#### Cờ nhanh
| Nội dung        | Vàng | Bạc                                                                                          | Đồng |
| --------------- | --- | -------------------------------------------------------------------------------------------- | --- |
| Cá nhân nam     | Krishnan Sasikiran | Mohamad Al-Modiahki                                                                          | Bốc Tường Chí |
| Cá nhân nam     | Krishnan Sasikiran | Mohamad Al-Modiahki                                                                          | Nguyễn Ngọc Trường Sơn                                                                                                   |
| Cá nhân nữ      | Dronavalli Harika | Shadi Paridar                                                                                | Catherine Perena |
| Cá nhân nữ      | Dronavalli Harika | Shadi Paridar                                                                                | Nguyễn Thị Thanh An |
| Đồng đội nam nữ | Ấn Độ · Krishnan Sasikiran · Surya Shekhar Ganguly · Deepan Chakkaravarthy · Humpy Koneru · Dronavalli Harika · Tania Sachdev | Việt Nam · Nguyễn Ngọc Trường Sơn · Lê Quang Liêm · Nguyễn Thị Thanh An · Hoàng Thị Bảo Trâm | Iran · Ehsan Ghaem-Maghami · Elshan Moradi · Homayoun Towfighi · Shadi Paridar · Shayesteh Ghaderpour · Mitra Hejazipour |

#### Cờ tiêu chuẩn
| Nội dung        | Vàng                                                                                        | Bạc | Đồng |
| --------------- | ------------------------------------------------------------------------------------------- | --- | --- |
| Cá nhân nam     | Nghê Hoa                                                                                    | Murtas Kazhgaleyev | Bayarsaikhan Gundavaa |
| Cá nhân nam     | Nghê Hoa                                                                                    | Murtas Kazhgaleyev | Hafizulhelmi Mas |
| Cá nhân nữ      | Chư Thần                                                                                    | Hầu Dực Phàm | Dronavalli Harika |
| Cá nhân nữ      | Chư Thần                                                                                    | Hầu Dực Phàm | Zulaikha Siti |
| Đồng đội nam nữ | Trung Quốc · Bốc Tường Chí · Nghê Hoa · Vương Hạo · Từ Dục Hoa · Hầu Dực Phàm · Triệu Tuyết | Ấn Độ · Krishnan Sasikiran · Surya Shekhar Ganguly · Deepan Chakkaravarthy · Humpy Koneru · Dronavalli Harika · Meenakshi Subbaraman | Việt Nam · Nguyễn Anh Dũng · Lê Quang Liêm · Nguyễn Ngọc Trường Sơn · Nguyễn Thị Thanh An · Lê Kiều Thiên Kim · Hoàng Thị Bảo Trâm |

### Cờ tướng
| Nội dung     | Vàng                                | Bạc                                        | Đồng                                          |
| ------------ | ----------------------------------- | ------------------------------------------ | --------------------------------------------- |
| Đơn nam      | Hứa Ngân Xuyên                      | Nguyễn Vũ Quân                             | Lei Kam Fun                                   |
| Đơn nữ       | Ngô Lan Hương                       | Chen Lichun                                | Teo Sim Hua                                   |
| Cờ nhanh nam | Wang Yang                           | Kng Ter Yong                               | Choi Hou Wa                                   |
| Đồng đội nam | Trung Quốc · Liễu Đại Hoa · Lữ Khâm | Việt Nam · Nguyễn Thành Bảo · Trịnh A Sáng | Hồng Kông · Triệu Nhữ Quyền · Vương Chí Cường |

## Bảng thành tích
| 1  | Trung Quốc  | 6 | 2 | 2 | 10 |
| 2  | Ấn Độ       | 5 | 2 | 1 | 8  |
| 3  | Việt Nam    | 1 | 3 | 4 | 8  |
| 4  | Qatar       | 1 | 2 | 0 | 3  |
| 5  | Kazakhstan  | 0 | 2 | 1 | 3  |
| 6  | Iran        | 0 | 1 | 2 | 3  |
| 7  | Singapore   | 0 | 1 | 1 | 2  |
| 8  | Ma Cao      | 0 | 0 | 2 | 2  |
| 8  | Malaysia    | 0 | 0 | 2 | 2  |
| 10 | Hồng Kông   | 0 | 0 | 1 | 1  |
| 10 | Indonesia   | 0 | 0 | 1 | 1  |
| 10 | Mông Cổ     | 0 | 0 | 1 | 1  |
| 10 | Philippines | 0 | 0 | 1 | 1  |